# Garou (Benin)
Garou ist ein Arrondissement im Departement Alibori in Benin. Es ist eine Verwaltungseinheit, die der Gerichtsbarkeit der Kommune Karimama untersteht. Gemäß der Volkszählung von 2013 hatte Garou 27.638 Einwohner, davon waren 13.366 männlich und 14.272 weiblich.